# New Bremen
New Bremen és una població dels Estats Units a l'estat d'Ohio. Segons el cens del 2000 tenia 2.909 habitants.

## Demografia
Segons el cens del 2000, New Bremen tenia 2.909 habitants, 1.073 habitatges, i 792 famílies. La densitat de població era de 545,2 habitants/km².
Dels 1.073 habitatges en un 40,4% hi vivien nens de menys de 18 anys, en un 64,6% hi vivien parelles casades, en un 6,6% dones solteres, i en un 26,1% no eren unitats familiars. En el 24,4% dels habitatges hi vivien persones soles l'11,1% de les quals corresponia a persones de 65 anys o més que vivien soles. El nombre mitjà de persones vivint en cada habitatge era de 2,71 i el nombre mitjà de persones que vivien en cada família era de 3,26.
Per edats la població es repartia de la següent manera: un 31,6% tenia menys de 18 anys, un 6,5% entre 18 i 24, un 30,4% entre 25 i 44, un 19,7% de 45 a 60 i un 11,8% 65 anys o més.
L'edat mediana era de 34 anys. Per cada 100 dones de 18 o més anys hi havia 95 homes.
La renda mediana per habitatge era de 51.643 $ i la renda mediana per família de 61.011 $. Els homes tenien una renda mediana de 37.324 $ mentre que les dones 24.979 $. La renda per capita de la població era de 20.401 $. Aproximadament el 0,8% de les famílies i l'1,4% de la població estaven per davall del llindar de pobresa.

## Poblacions més properes
El següent diagrama mostra les poblacions més properes.